# Doleck
Doleck – wieś w Polsce położona w województwie łódzkim, w powiecie skierniewickim, w gminie Nowy Kawęczyn.
Wieś szlachecka Dolecko położona była w drugiej połowie XVI wieku w powiecie bielskim ziemi rawskiej województwa rawskiego. Do 1953 istniała gmina Doleck. W latach 1975–1998 miejscowość administracyjnie należała do województwa skierniewickiego.
Wieś Doleck leży na Równinie Łowicko-Błońskiej, w północno-wschodniej części województwa łódzkiego, ok. 70 km na południowy zachód od Warszawy. Osada ta opisywana jest niekiedy na mapach jako Doleck-Hektary.
Doleck jest typową dla środkowej Polski ulicówką. Jest to miejscowość rolnicza, zamieszkana przez ok. 90 osób. Wieś była niegdyś ludniejsza i stanowiła jedną z ważniejszych osad w okolicy tak, że w XIX wieku była siedzibą gminy Doleck.
Wieś leży nad Rawką, nad którą znajdował się niegdyś młyn wodny.
Na okolicę Dolecka składają się głównie pola uprawne i łąki.
W Dolecku znajduje się park dworski z początku XX wieku, wpisany obecnie do rejestru zabytków.
W położonym na wschód od Dolecka tzw. Lesie Doleckim, w pobliżu wsi Jeruzal, znajduje się kaplica, wzniesiona w 1626 w celu upamiętnienia rzekomo mającego tu miejsce cudu. Polegać on miał na objawieniu się Krzyża Świętego. Kaplica ta była wielokrotnie przebudowywana, obecny wygląd budowli nie przypomina wyglądu pierwotnego.

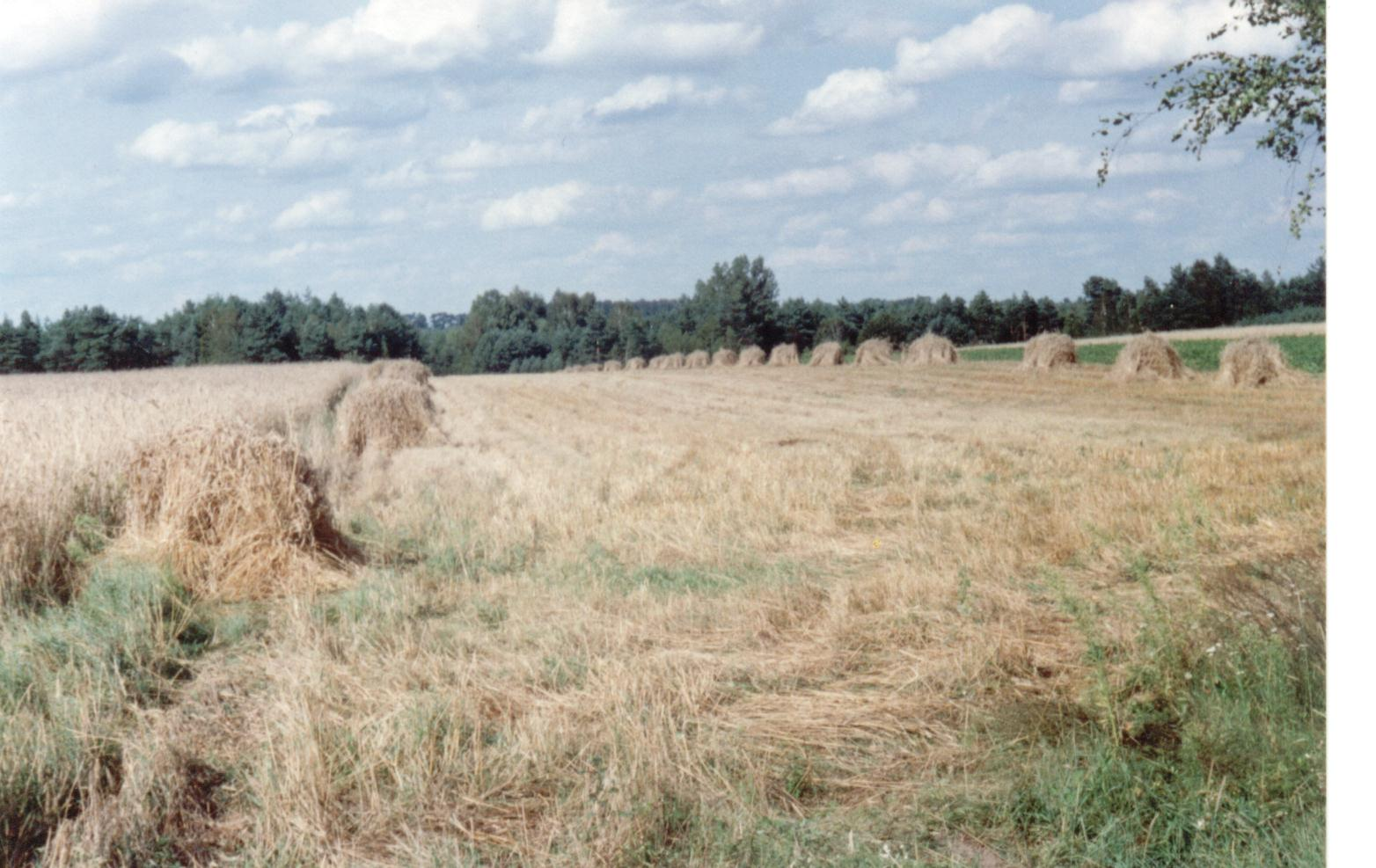
Pola w pobliżu Dolecka
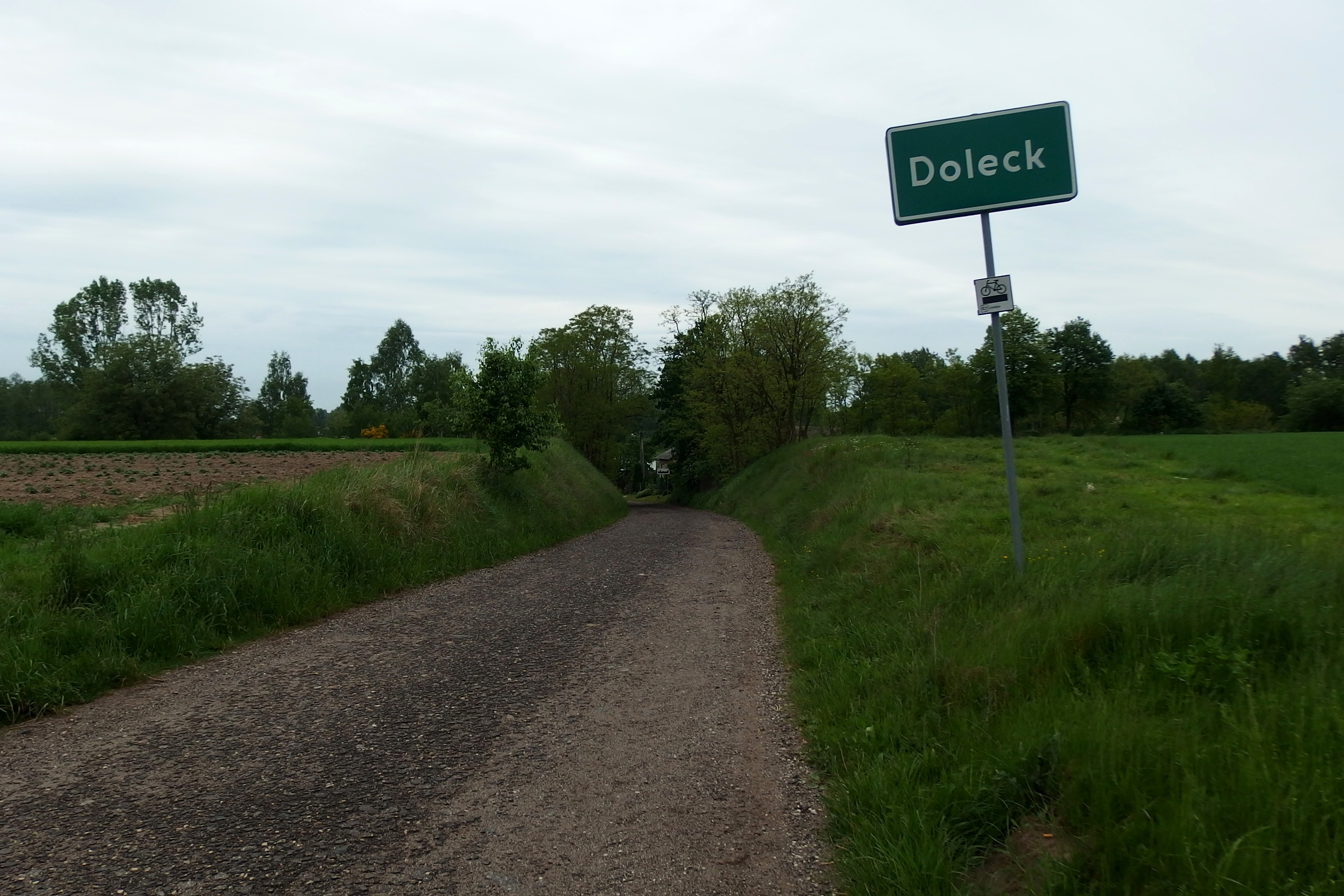
Szlak rowerowy prowadzący przez Doleck